# Orła cień
Orła cień – utwór muzyczny polskiego zespołu Varius Manx, wydany w maju 1996 nakładem wytwórni Zic Zac. Pierwszy singiel z albumu pt. Ego z 1996. Piosenkę napisali Robert Janson i Kasia Stankiewicz, która stworzyła tekst w ciągu jednej nocy. W nagraniach utworu gościnnie uczestniczyły Polskie Słowiki.
Do utworu zrealizowany został oficjalny teledysk w reżyserii Janusza Kołodrubca. Zdjęcia nakręcono w Kopalni Węgla Brunatnego w Bełchatowie.
Piosenka uznawana jest za największy przebojów w dorobku zespołu. Dotarła do pierwszego miejsca Listy przebojów Trójki. Była nominowana do Fryderyka 1996 w kategorii „piosenka roku”.
Utwór miał reprezentować Polskę w Konkursie Piosenki Eurowizji w finale 36. Konkursu Piosenki Eurowizji.